# Cóc đốm tre
Cóc đốm tre (Danh pháp khoa học: Kalophrynus cryptophonus) là một loài nhái cóc mới được ghi nhận ở Việt Nam. Chúng có đặc điểm hình thái gần giống với nhái cóc đốm (Kalophrynus interlineatus), một loài khá phổ biến có vùng phân bố rộng khắp Đông Nam Á. Tên khoa học của loài này được đặt theo một danh từ xuất phát từ tiếng Hy Lạp, cryptos có nghĩa là "ẩn", "bí ẩn" và phonus có nghĩa là "tiếng kêu", do trong một đợt nghiên cứu ở Bảo Lộc, Lâm Đồng, các nhà nghiên cứu người Nga đã phát hiện tiếng kêu rất lạ của một loài ếch. Sau khi xác định vị trí tiếng kêu thì phải mất hai tuần sau các nhà nghiên cứu mới bắt được loài này trong một chiếc ống tre ở độ cao 800m so với mực nước biển.